# Мурза Володимир Анатолійович
Володи́мир Анато́лійович Мурза (нар. 18 червня 1961) — український баяніст, в.о. професора, народний артист України (2019).

## Життєпис
Народився 1961 року в селі Усть-Ігум Пермського краю у родині лісового інженера; грою на баяні почав займатися з 8 років. 1980 року закінчив Одеське музичне училище; 1987-го — Одеську державну консерваторію імені А. В. Нежданової (клас Василя Євдокимова).
Лауреат національного конкурсу баяністів (Івано-Франківськ, 1984).
З 1987 року викладає на кафедрі народних інструментів ОДК імені А. В. Нежданової.
Від 1988-го — соліст Одеської обласної філармонії (за сумісництвом), того ж року — лауреат Міжнародного конкурсу (Клінгенталь, 1988).
1997 року вдостоєний почесного звання заслуженого артиста України.
З 2008 року й надалі — керівник одеського муніципального ансамблю народних інструментів.
В 2009 році заснував ансамбль «KvinTango».
Очолює обласне відділення Асоціації баяністів-акордеоністів України.
Від 1988 року ним зіграно більш ніж 700 сольних концертів — в Україні та за кордоном; підготував близько 20 концертних програм, включаючи музику різних жанрів та стилів. Гастролював в Австрії, Болгарії, Боснії та Герцеговині, Іспанії, Канаді, Литві, Німеччині, Польщі, Росії, Сербії, Фінляндії, Чорногорії. Вважається першим виконавцем творів В. Власова, О. Назаренка, О. Польового, М. Імханицького, Д. Косорича. Є автором численних перекладень та транскрипцій інструментальної й оркестрової музики, також — виконавський редактор творів оригінальної музики.
Здійснено записи його гри на телебаченні та радіо, записав 3 сольних компакт-диска. Зняті телепередачі про його творчість — Одеське обласне телебачення, радіо «Гармонія світу», телебачення та радіо Німеччини і Югославії. Про його творчу діяльність опубліковані статті.
Як педагог підготував 40 вихованців (з них 10 іноземців), серед яких лауреати виконавських Міжнародних конкурсів В. Кухарчук, Г. Кухарчук, Т. Наконечна, В. Олійник, І. Серотюк, М. Серотюк, О. Титов, О. Томаш, кандидат мистецтвознавства О. А. Устименко-Косоріч, Н. Стеванович (Боснія і Герцеговина), Д. Косоріч (Боснія і Герцеговина), П. Янкович (Чорногорія).